# Prosopogryllacris ceramensis
Prosopogryllacris ceramensis är en insektsart som först beskrevs av Heinrich Hugo Karny 1924.  Prosopogryllacris ceramensis ingår i släktet Prosopogryllacris och familjen Gryllacrididae. Inga underarter finns listade i Catalogue of Life.